# Eritrichium pectinatum
Eritrichium pectinatum är en strävbladig växtart som först beskrevs av Pall., och fick sitt nu gällande namn av Dc. Eritrichium pectinatum ingår i släktet Eritrichium och familjen strävbladiga växter. Inga underarter finns listade i Catalogue of Life.